# Pharmazeut
Als Pharmazeut wird in Deutschland eine staatlich geprüfte Person bezeichnet, die das Studium der Pharmazie mit dem 2. Abschnitt der Pharmazeutischen Prüfung (umgangssprachlich 2. Staatsexamen) abgeschlossen hat.
Trotz des abgeschlossenen Studiums unterscheidet sich der Pharmazeut vom Apotheker, da er (noch) keine Approbation erteilt bekommen hat und damit weder eine Apotheke leiten, noch einen Apotheker vertreten oder die gemäß Bundes-Apothekerordnung geschützte Berufsbezeichnung führen darf. Im deutschen Gesetzestext wird für Pharmazeuten vor der Approbation zum Apotheker die Bezeichnung Pharmaziepraktikant (seit 2009 "Pharmazeut im Praktikum") geführt. Teilweise wird Pharmazeut auch als Bezeichnung für approbierte Apotheker verwendet, die ihren Beruf nicht in der Apotheke, sondern in anderen Bereichen ausüben, z. B. in der Industrie oder Verwaltung.
Ein Apotheker ist immer auch ein Pharmazeut, ein Pharmazeut aber nicht zwangsläufig auch Apotheker. Ein Diplom-Pharmazeut (Dipl.-Pharm.) hingegen ist eine Person, die nach dem 2. Staatsexamen eine Diplomarbeit in einem der pharmazeutischen Fächer abgelegt hat. Dies ist jedoch im Rahmen eines Aufbaustudiengangs nur an einigen Universitäten (z. B. Universität Jena, Universität Tübingen, Universität Greifswald, Universität Halle, Universität Bonn, Universität Freiburg, Universität des Saarlandes), an denen Pharmazie gelehrt wird, möglich. Ein Diplom-Pharmazeut ist nicht zwangsläufig ein Apotheker, weil Voraussetzung für die Anfertigung einer Diplomarbeit nur das 2. Staatsexamen und nicht die Approbation ist. Gleichzeitig ist ein Apotheker nicht zwangsläufig ein Diplom-Pharmazeut, weil die Voraussetzung für die Erteilung der Approbation die bestandene Pharmazeutische Prüfung und nicht das Diplom ist.
Es ist also zu unterscheiden zwischen universitärem (akademischem) Abschluss (Diplomgrad) und staatlichem Abschluss (Staatsexamen / Pharmazeutische Prüfung, Approbation).
In der DDR endete das Studium mit einer staatlichen Berufsbezeichnung Diplompharmazeut. Akademische Grade oder Titel erwarb man nur mit der Promotion oder Habilitation.